# Urziceni
Urziceni é uma cidade da Romênia com 19.088 habitantes, localizada no judeţ (distrito) de Ialomiţa.